# D35 (Aude)
De D35 is een departementale weg in het Zuid-Franse departement Aude. De weg verbindt Peyriac-Minervois via Laure-Minervois, Villarzel-Cabardès, Bagnoles, Conques-sur-Orbiel, Villegailhenc, Ventenac-Cabardès, Pezens en Villesèquelande met Arzens en is ongeveer 43 kilometer lang.